# Proceleusmatico
Il proceleusmatico è un piede in uso nella metrica classica. Viene formato dalla successione di quattro sillabe brevi (∪ ∪ ∪ ∪).